# Saint-Pierre-de-Soucy
Saint-Pierre-de-Soucy ist eine französische Gemeinde mit 423 Einwohnern (Stand: 1. Januar 2022) im Département Savoie in der Region Auvergne-Rhône-Alpes. Die Gemeinde gehört zum Arrondissement Chambéry und zum Kanton Montmélian. Die Einwohner werden Myannérains genannt.

## Geographie
Saint-Pierre-de-Soucy liegt etwa 15 Kilometer südöstlich von Chambéry. An der nordwestlichen Gemeindegrenze verläuft das Flüsschen Coisetan. Nachbargemeinden sind Coise-Saint-Jean-Pied-Gauthier im Norden und Nordosten, Villard-d’Héry und La Trinité im Nordosten, Villard-Sallet im Osten, La Croix-de-la-Rochette im Südosten, La Rochette im Süden, Villaroux im Süden und Südwesten, Les Mollettes im Südwesten sowie Sainte-Hélène-du-Lac im Westen und Südwesten.

## Bevölkerungsentwicklung
| Jahr                       | 1962 | 1968 | 1975 | 1982 | 1990 | 1999 | 2006 | 2013 |
| -------------------------- | ---- | ---- | ---- | ---- | ---- | ---- | ---- | ---- |
| Einwohner                  | 309  | 283  | 242  | 243  | 270  | 323  | 380  | 404  |
| Quellen: Cassini und INSEE |      |      |      |      |      |      |      |      |

## Sehenswürdigkeiten
- Kirche
- Burg Combefort aus dem 13. Jahrhundert

## Weblinks

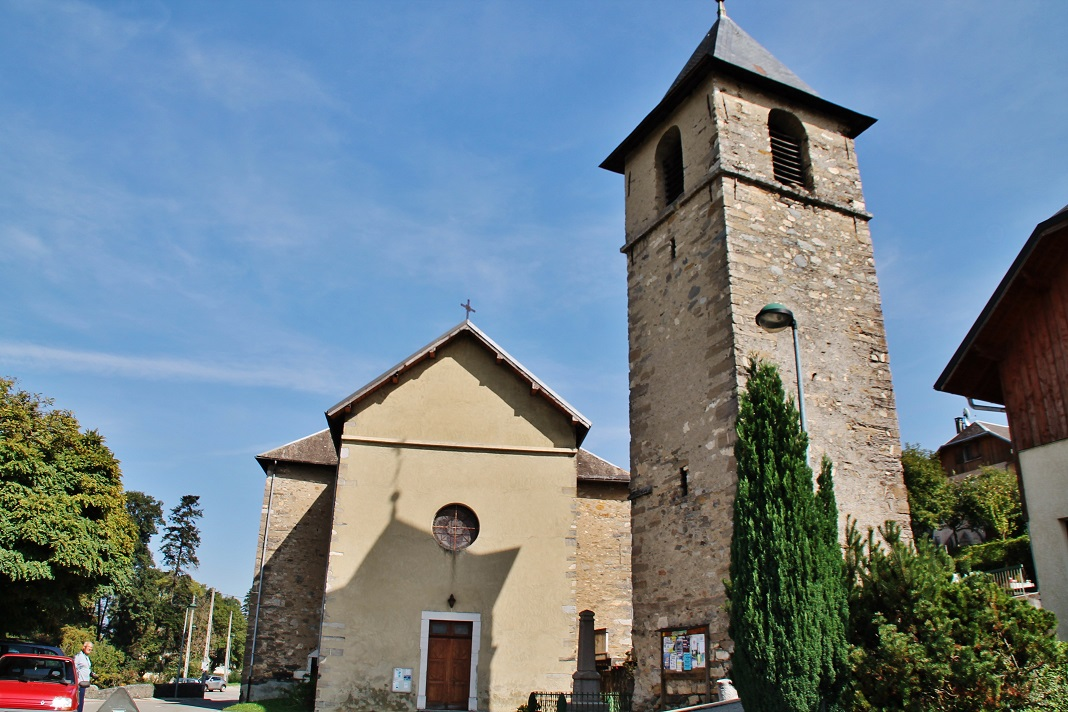
Kirche